# Bolesław I van Silezië-Breslau
Bolesław I van Silezië-Breslau ook bekend als Bołeslaw de Lange (1127 - 18 december 1201) was van 1163 tot aan zijn dood hertog van Silezië-Breslau. 

## Levensloop
Hij was de oudste zoon van groothertog Wladislaus II van Polen en Agnes van Oostenrijk, een dochter van markgraaf Leopold III van Oostenrijk.
In 1146 werd hij samen met zijn ouders en zijn jongere broer Mieszko verdreven uit Polen door zijn oom Bolesław de Kroesharige. Vervolgens werd het gezin opgevangen door Koenraad III van het Heilig Roomse Rijk en vestigden ze zich in de stad Altenburg. Samen met Koenraad III nam Bolesław in 1147 deel aan de Tweede Kruistocht. Ook begeleidde hij van 1154 tot 1155 en van 1158 tot 1162 keizer Frederik I Barbarossa op zijn veldtochten door Italië.
Met de hulp van Frederik Barbarossa konden Bolesław en zijn broer Mieszko na de dood van hun ouders in 1163 terugkeren naar Silezië, dat hun oom Bolesław aan hen moest afstaan. De broers werden beiden benoemd tot hertog van Silezië en moesten in deze functie trouw zweren aan de Heilig Roomse keizer. Aanvankelijk regeerden Bolesław en Mieszko samen Silezië, maar in 1172 werd Bolesław opnieuw verbannen door zijn oom. In 1173 kon hij met de hulp van Frederik Barbarossa opnieuw terugkeren naar Silezië.
Nadat Bolesław ruzie kreeg met zijn broer, werd Silezië in 1173 gesplitst. Bij deze splitsing kreeg Bolesław Midden- en Neder-Silezië en de gebieden rond de steden Breslau, Leipnitz en Oppeln, terwijl Mieszko Opper-Silezië kreeg. Bolesław probeerde ook de Poolse troon te verkrijgen en nam daarom in 1177 deel aan een samenzwering die groothertog Mieszko III moest verdrijven. Deze samenzwering mislukte echter, waarna Bolesław moest vluchten. Hetzelfde jaar nog moest Mieszko III echter aftreden als groothertog nadat er opstand van de Poolse adel uitbrak tegen zijn despotisch bewind. Vervolgens werd Casimir II de nieuwe groothertog en kon Bolesław terugkeren naar Polen.
In 1142 was Bolesław gehuwd met prinses Zvinislava van Kiev (gestorven rond 1155). Met haar kreeg hij twee kinderen:
- Jaroslav (na 1143 - 1201), hertog van Opole
- Olga (circa 1155 - 1175/1180)

Na de dood van zijn eerste vrouw hertrouwde hij met een zekere Adelheid, vermoedelijk Adelheid van Sulzbach, een dochter van graaf Berengarius. Ze kregen zeven kinderen:
- Bolesław (1157/1163 - 1175/1181)
- Adelheid (na 1165 - na 1213), gehuwd met Děpolt II, prins van Bohemen.
- Koenraad (1158/1168 - 1175/1190)
- Jan (1161/1169 - voor 1174)
- Bertha (1167 - na 1200)
- Hendrik I (circa 1165 - 1238), hertog van Silezië en groothertog van Polen
- Wladislaus (na 1180 - voor 1199)

Bolesław benoemde zijn zoon Hendrik tot zijn enige erfgenaam. Zijn oudste zoon Jaroslav was daar echter niet tevreden mee en met de steun van zijn oom Mieszko begon hij een oorlog tegen zijn vader, tot Bolesław hem rond 1180 het hertogdom Oppeln schonk op voorwaarde dat Jaroslav toetrad tot de geestelijke stand. Nadat Jaroslav in maart 1201 overleed, kreeg Bolesław opnieuw het hertogdom Oppeln in handen.
Bolesław zette zich in om Silezië op te bouwen en stimuleerde de Duitse kolonisatie. Dit deed hij misschien omdat hij 17 jaar in ballingschap in Duitsland had gewoond. In 1175 richtte hij in het dorp Lubiąż een cisterciënzerabdij op, waar hij na zijn dood in 1201 werd begraven.

## Voorouders
| Voorouders van Bolesław I van Silezië-Breslau | Voorouders van Bolesław I van Silezië-Breslau                          | Voorouders van Bolesław I van Silezië-Breslau                        | Voorouders van Bolesław I van Silezië-Breslau                             | Voorouders van Bolesław I van Silezië-Breslau                             |
| --------------------------------------------- | ---------------------------------------------------------------------- | -------------------------------------------------------------------- | ------------------------------------------------------------------------- | ------------------------------------------------------------------------- |
| Overgrootouders                               | Wladislaus I Herman van Polen (1043-1102) ∞ Judith Přemysl (1057-1086) | Svjatopolk II (1050-1113) ∞ ? (-)                                    | Leopold II van Oostenrijk (1050–1095) ∞ Ida van Cham (1055–1101)          | Keizer Hendrik IV (1050–1106) ∞ 909 Bertha van Savoye (1051–1087)         |
| Grootouders                                   | Bolesław III van Polen (1073-1113) ∞ Zbysława van Kiev (-1110)         | Bolesław III van Polen (1073-1113) ∞ Zbysława van Kiev (-1110)       | Leopold III van Oostenrijk (1073–1136) ∞ Agnes van Waiblingen (1072–1143) | Leopold III van Oostenrijk (1073–1136) ∞ Agnes van Waiblingen (1072–1143) |
| Ouders                                        | Wladislaus de Balling (1105-1159) ∞ Agnes van Oostenrijk (1111-1163)   | Wladislaus de Balling (1105-1159) ∞ Agnes van Oostenrijk (1111-1163) | Wladislaus de Balling (1105-1159) ∞ Agnes van Oostenrijk (1111-1163)      | Wladislaus de Balling (1105-1159) ∞ Agnes van Oostenrijk (1111-1163)      |
| Bolesław I van Silezië-Breslau (1127-1201)    |                                                                        |                                                                      |                                                                           |                                                                           |